# 최정철
최정철(1984년 3월 2일 ~ )은 대한민국의 가수이다. 2002년 QOQ 1집 앨범 'Like A Movie'로 데뷔했다.

## 학력
- 상문고등학교 졸업
- 경기대학교 다중매체과 학사

## 음반
- 2003년 Now & Forever
- 2003년 상두야 학교가자 OST
- 2004년 백만송이 장미 OST
- 2004년 Jung Chul Special Edition
- 2007년 If I Cloud
- 2007년 The Return Of The Prodigal Son 돌아온 황야
- 2007년 Identity
- 2008년 결혼
- 2009년 그렇게
- 2009년 하자전담반 제로 OST
- 2011년 Fall In Love
- 2020년 데려다줄게
- 2021년 너의 목소리가 보여 8 Part 1
- 2021년 너만 보이는 시간
- 2022년 잘 가, 많이 고마웠어
- 2022년 그대를 허락해 주세요
- 2022년 으라차차 내 인생 Part.18

## 방송
- 보이스킹 (2021) - Top10(9위)
- 너의 목소리가 보여 8 (2021) - 비 편 우승

## 공연
- 2021 최정철 콘서트 ‘재회’ (2021)